# Marc Goos
Marc Goos (* 30. November 1990) ist ein niederländischer Radrennfahrer.

## Leben
Goos fuhr 2010 für das niederländische Cyclingteam Jo Piels. In seinem ersten Jahr dort belegte er den neunten Rang in der Gesamtwertung beim Flèche du Sud. Wenig später gewann er das Einzelzeitfahren der Tour de Berlin und konnte so auch die Gesamtwertung für sich entscheiden. Außerdem gewann er die Gesamtwertung und eine Etappe der Mainfranken-Tour.
Darauf wechselte er 2011 zum Rabobank Continental Team und gewann die Gesamtwertung der Vuelta a León. Nachdem er jeweils im Herbst für das UCI ProTeam Rabobank als Stagiaire fuhr, wechselte er zur Saison 2013 endgültig in diese Mannschaft, die in diesem Jahr Belkin und später Lotto NL-Jumbo hieß.
Während seiner Zeit bei dieser Mannschaft konnte er keine internationalen Erfolge erzielen und bestritt mit dem Giro d’Italia 2014, den er auf Platz 35 beendete, nur eine Grand Tour. Goos, der sich 2011 bereits einmal die Hüfte gebrochen hatte, brach sich 2013 das Handgelenk und 2014 das Schlüsselbein. Er ließ sich auf eigene Kosten zum Jahresende 2015 ein künstliches Hüftgelenk einsetzen und sah sich nach eigenen Angaben als einsatzbereit an. Das Teammanagement erlaubte ihm jedoch im Jahr 2016 nicht den Start bei internationalen Rennen, da ein Risiko von 5,3 Prozent bestehe, dass innerhalb von fünf Jahren eine neue Operation nötig werde, weswegen die Operation in den Niederlanden nicht zugelassen sei.
Nach der Saison 2017 beim Development Team Sunweb beendete Goos seine Karriere als Aktiver.

## Erfolge
2010
- Gesamtwertung und eine Etappe Tour de Berlin
- Gesamtwertung und eine Etappe Mainfranken-Tour

2011
- Gesamtwertung und Mannschaftszeitfahren Vuelta a León

2012
- Mannschaftszeitfahren Thüringen-Rundfahrt